# BMW E28
El BMW E28 es el chasis sobre el que se basó la segunda generación de la Serie 5, entre 1981 y 1988. Suplantó a la serie E12 y a su vez fue sustituido por el E34. El E28 fue el primer Serie 5 en contar con una versión M.
La producción del E28 comenzó en julio de 1981 y terminó en diciembre de 1987. Sin embargo siguió a la venta en Norteamérica hasta 1988, mientras que en 1987 ya había sido introducido en Europa el BMW E34.
El valor incluye a 30mil€

## Modelos

### Mercado europeo
| Periodo                        | 1981-1984                                                                 | 1981-1987                                                                 | 1981-1982                                                                 | 1982-1985                                                                 | 1985-1987                                                                 | 1981-1987                                                                 | 1983-1985                                                                 | 1985-1987                                                                 | 1981-1987                                                                 | 1984-1987                                                                 | 1984-1988                                                                 | 1986-1988                                                                 |                                                                           |                                                                           |                                                                           |
| Identificación del motor       | M10 B18                                                                   | M10 B18                                                                   | M20 B20                                                                   | M20 B20                                                                   | M20 B20                                                                   | M30 B25                                                                   | M20 B27                                                                   | M20 B27                                                                   | M30 B28                                                                   | M30 B35M                                                                  | M88/3                                                                     | S38 B35                                                                   |                                                                           |                                                                           |                                                                           |
| Tipo de motor                  | L4 8v                                                                     | L4 8v                                                                     | L6 12v                                                                    | L6 12v                                                                    | L6 12v, catalizador                                                       | L6 12v                                                                    | L6 12v                                                                    | L6 12v                                                                    | L6 12v                                                                    | L6 12v                                                                    | L6 24v                                                                    | L6 24v                                                                    |                                                                           |                                                                           |                                                                           |
| Diámetro x carrera             | 89.0 mm × 71.0 mm                                                         | 89.0 mm × 71.0 mm                                                         | 80.0 mm × 66.0 mm                                                         | 80.0 mm × 66.0 mm                                                         | 80.0 mm × 66.0 mm                                                         | 86.0 mm × 71.6 mm                                                         | 86.0 mm × 80.0 mm                                                         | 86.0 mm × 80.0 mm                                                         | 89.0 mm × 86.0 mm                                                         | 92.0 mm × 86.0 mm                                                         | 93.4 mm × 84.0 mm                                                         | 93.4 mm × 84.0 mm                                                         |                                                                           |                                                                           |                                                                           |
| Cilindrada                     | 1766 cm³                                                                  | 1766 cm³                                                                  | 1990 cm³                                                                  | 1990 cm³                                                                  | 1990 cm³                                                                  | 2494 cm³                                                                  | 2693 cm³                                                                  | 2693 cm³                                                                  | 2788 cm³                                                                  | 3430 cm³                                                                  | 3453 cm³                                                                  | 3453 cm³                                                                  |                                                                           |                                                                           |                                                                           |
| Relación de compresión         | 9.5: 1                                                                    | 10.0: 1                                                                   | 9.8: 1                                                                    | 9.8: 1                                                                    | 8.8: 1                                                                    | 9.0: 1                                                                    | 11.0: 1                                                                   | 8.5: 1                                                                    | 9.0: 1                                                                    | 10.0: 1                                                                   | 10.5: 1                                                                   | 9.8: 1                                                                    |                                                                           |                                                                           |                                                                           |
| Potencia máxima: CV (kW) @ rpm | 90 CV (66 kW) @ 5500                                                      | 105 CV (77 kW) @ 5800                                                     | 125 CV (92 kW) @ 5800                                                     | 129 CV (95 kW) @ 6000                                                     | 129 CV (95 kW) @ 6000                                                     | 150 CV (110 kW) @ 5500                                                    | 125 CV (92 kW) @ 4250                                                     | 129 CV (95 kW) @ 4250                                                     | 184 CV (135 kW) @ 6000                                                    | 218 CV (160 kW) @ 5500                                                    | 286 CV (210 kW) @ 6500                                                    | 260 CV (191 kW) @ 6500                                                    |                                                                           |                                                                           |                                                                           |
| Par máximo: Nm @ rpm           | 140 Nm @ 4000                                                             | 145 Nm @ 4500                                                             | 165 Nm @ 4500                                                             | 174 Nm @ 4000                                                             | 164 Nm @ 4300                                                             | 215 Nm @ 4000                                                             | 240 Nm @ 3250                                                             | 240 Nm @ 3250                                                             | 240 Nm @ 4200                                                             | 310 Nm @ 4000                                                             | 340 Nm @ 4500                                                             | 330 Nm @ 4500                                                             |                                                                           |                                                                           |                                                                           |
| Tracción                       | Trasera                                                                   | Trasera                                                                   | Trasera                                                                   | Trasera                                                                   | Trasera                                                                   | Trasera                                                                   | Trasera                                                                   | Trasera                                                                   | Trasera                                                                   | Trasera                                                                   | Trasera                                                                   | Trasera                                                                   | Trasera                                                                   | Trasera                                                                   | Trasera                                                                   |
| Transmisión                    | Manual, 4 velocidades / Manual, 5 velocidades / Automática, 4 velocidades | Manual, 4 velocidades / Manual, 5 velocidades / Automática, 4 velocidades | Manual, 4 velocidades / Manual, 5 velocidades / Automática, 4 velocidades | Manual, 4 velocidades / Manual, 5 velocidades / Automática, 4 velocidades | Manual, 4 velocidades / Manual, 5 velocidades / Automática, 4 velocidades | Manual, 4 velocidades / Manual, 5 velocidades / Automática, 4 velocidades | Manual, 4 velocidades / Manual, 5 velocidades / Automática, 4 velocidades | Manual, 4 velocidades / Manual, 5 velocidades / Automática, 4 velocidades | Manual, 4 velocidades / Manual, 5 velocidades / Automática, 4 velocidades | Manual, 4 velocidades / Manual, 5 velocidades / Automática, 4 velocidades | Manual, 4 velocidades / Manual, 5 velocidades / Automática, 4 velocidades | Manual, 4 velocidades / Manual, 5 velocidades / Automática, 4 velocidades | Manual, 4 velocidades / Manual, 5 velocidades / Automática, 4 velocidades | Manual, 4 velocidades / Manual, 5 velocidades / Automática, 4 velocidades | Manual, 4 velocidades / Manual, 5 velocidades / Automática, 4 velocidades |
| Peso                           | 1160 kg                                                                   | 1160 kg                                                                   | 1220 kg                                                                   | 1270 kg                                                                   | 1270 kg                                                                   | 1280 kg                                                                   | 1250 kg                                                                   | 1300 kg                                                                   | 1390 kg                                                                   | 1430 kg                                                                   | 1465 kg                                                                   | -                                                                         |                                                                           |                                                                           |                                                                           |
| Aceleración 0–100 km/h         | 14.0 s                                                                    | 12.6 s                                                                    | 11.8 s                                                                    | 12.1 s                                                                    | 12.1 s                                                                    | 9.6 s                                                                     | -                                                                         | -                                                                         | 8.1 s                                                                     | 7.5 s                                                                     | 6.5 s                                                                     | -                                                                         |                                                                           |                                                                           |                                                                           |
| Velocidad máxima               | 164 km/h                                                                  | 175 km/h                                                                  | 185 km/h                                                                  | 190 km/h                                                                  | 190 km/h                                                                  | 197 km/h                                                                  | 185 km/h                                                                  | 190 km/h                                                                  | 209 km/h                                                                  | 235 km/h                                                                  | 245 km/h                                                                  | -                                                                         |                                                                           |                                                                           |                                                                           |
| Consumo combinado (L/100 km)   | 9.2                                                                       | 8.0                                                                       | 10.3                                                                      | 10.0                                                                      | 10.0                                                                      | 11.6                                                                      | -                                                                         | -                                                                         | 12.6                                                                      | -                                                                         | 13.4                                                                      | -                                                                         |                                                                           |                                                                           |                                                                           |

| Periodo                        | 1986-1987                                         | 1983-1987                                         |                                                   |                                                   |                                                   |                                                   |                                                   |
| Identificación del motor       | M21 D24                                           | M21 D24                                           |                                                   |                                                   |                                                   |                                                   |                                                   |
| Tipo de motor                  | L6 12v                                            | L6 12v, turbo                                     |                                                   |                                                   |                                                   |                                                   |                                                   |
| Diámetro x carrera             | 80.0 mm × 81.0 mm                                 | 80.0 mm × 81.0 mm                                 |                                                   |                                                   |                                                   |                                                   |                                                   |
| Cilindrada                     | 2443 cm³                                          | 2443 cm³                                          |                                                   |                                                   |                                                   |                                                   |                                                   |
| Relación de compresión         | 22.0: 1                                           | 22.0: 1                                           |                                                   |                                                   |                                                   |                                                   |                                                   |
| Potencia máxima: CV (kW) @ rpm | 86 CV (63 kW) @ 4600                              | 115 CV (85 kW) @ 4800                             |                                                   |                                                   |                                                   |                                                   |                                                   |
| Par máximo: Nm @ rpm           | 152 Nm @ 2500                                     | 210 Nm @ 2400                                     |                                                   |                                                   |                                                   |                                                   |                                                   |
| Tracción                       | Trasera                                           | Trasera                                           | Trasera                                           | Trasera                                           | Trasera                                           | Trasera                                           | Trasera                                           |
| Transmisión                    | Manual, 5 velocidades / Automática, 4 velocidades | Manual, 5 velocidades / Automática, 4 velocidades | Manual, 5 velocidades / Automática, 4 velocidades | Manual, 5 velocidades / Automática, 4 velocidades | Manual, 5 velocidades / Automática, 4 velocidades | Manual, 5 velocidades / Automática, 4 velocidades | Manual, 5 velocidades / Automática, 4 velocidades |
| Peso                           | 1300 kg                                           | 1330 kg                                           |                                                   |                                                   |                                                   |                                                   |                                                   |
| Aceleración 0–100 km/h         | 18.1 s                                            | 12.9 s                                            |                                                   |                                                   |                                                   |                                                   |                                                   |
| Velocidad máxima               | 164 km/h                                          | 180 km/h                                          |                                                   |                                                   |                                                   |                                                   |                                                   |

### Mercado norteamericano
Todos los modelos E28 de Norteamérica tenían un equipamiento básico bastante completo. Elevalunas eléctricos, cierre centralizado, aire acondicionado, techo practicable eléctrico, control de velocidad crucero, paragolpes especiales, llantas de aleación y faros antinieblas era estándar. Además, las versiones 533i, 535i, 535is y M5 venían de serie con asientos de cuero y ordenador de a bordo.
Un cambio automático de 3 velocidades estaba disponible en el 528e entre 1982-1983 y en el 533i en 1983, aunque en 1984 fue sustituido por uno de 4 velocidades.
El cambio automático y el autoblocante eran opcionales en todos los modelos exceptuando en el M5 y en el 524td. Éste primero únicamente estaba disponible con caja manual y el 524td solo se importó con cambio automático.
Los asientos calefactables estaban disponibles como opción en cualquier modelo en el mercado Canadiense y únicamente en el M5 en EE. UU. En consecuencia, pocos M5's fueron vendidos sin asientos calefactables.
A partir de 1985, todos los E28 contaban de serie con frenos ABS y a partir de 1986, asientos delanteros ajustables eléctricamente y un equipo de sonido estéreo.
Las motorizaciones comercializadas fueron las siguientes:
- 524td: M21 2.4 L Motor turbodiésel de 6 cilindros en línea, 114 cv (85 kW). Importado desde 1985-1986.
- 528e: Vendido entre 1982-1988. Equipado con el motor de 2.7 L de "alto rendimiento" M20 de 6 cilindros en línea que producía 121 cv. (90 kW) pero 232 N·m de torsión. Para el modelo a partir de 1988, el motor fue revisado para producir 127 cv pero utilizando los cabezales cilíndricos de la "i" en vez de la "e". Este motor fue bautizado como el "super eta".
- 533i: Solo se vendió en Norteamérica de manera limitada entre 1983-1984 en respuesta a las quejas de los consumidores por la falta de potencia del 528e con respecto al 528i que sustituía. Equipado con el motor de 181 cv (135 kW) 3.2 L M30 ("Big Six") de 6 cilindros en línea que montaban los 633csi y 733i. El 533i fue la berlina más rápida vendida en EE.UU en 1983.
- 535i: Reemplazó el 533i en 1985 y se vendió hasta 1988. El 535i montaba el motor de 3.4 L M30 de 6 cilindros con 182 cv y gran torsión. Alcanzaba una velocidad máxima de 210 km/h.
- 535is: El mismo motor que el 535i con suspensión deportiva y los faldones, alerones y asientos deportivos del M5.
- M5: Solo se vendió en 1988 con el motor de 24 Válvulas DOHC 256 cv, 3.5 L S38. Con una producción limitada fue construido entre 11/86-11/87. El M5 se ensambló a mano en la fábrica de BMW Motorsport en Garching, Alemania, y estaba disponible en América en color negro (Jet Black) e interior de cuero beige. Sólo una serie muy limitada fue producida con interior en negro para el mercado estadounidense, aunque en Canadá si estaba disponible como opción. Se cree que fueron unos 29, por lo que es un modelo muy raro y apreciado en este país. El M5 también montaba paneles de las puertas y salpicadero de cuero. Además, montaba unas llantas de aleación BBS 7.5x16", no encontradas en otros modelos.

## Transmisión

### Cajas automáticas
Hay tres tipos de cajas de cambios automáticas:
- ZF 3HP-22 (3 Velocidades): Utilizada en los primeros E28 518, 518i, 520i, 528i y probablemente 533i (EE.UU)
- ZF 4HP-22 (4 Velocidades): Utilizada en los 528i, 533i y 535i
- ZF 4HP-22eh (4 velocidades controladas eléctricamente con distintos programas): Utilizada en los 528i, 533i y 535i

### Cajas manuales
Las versiones manuales de los E28 montaban cajas Getrag. Los modelos son los siguientes:
- Getrag 260/5 de 5 velocidades con una quinta superdirecta.
- Getrag 265/5 de 5 velocidades.
- Getrag 265/5 de 5 velocidades con marchas más cortas y la primera hacia atrás. Usada en los 535i y que nunca fue utilizada en el M5.
- Getrag 280/5 de 5 velocidades utilizada en el M5.

## Versiones especiales

### Alpina B9 3.5, B7 Turbo & B10 3.5[1]
Alpina creó tres E28 diferentes a partir del motor M30, el B9, el B10 y el B7 Turbo
El B9 fue el primero de los Alpina basado en el E28. Su producción comenzó en noviembre de 1981 y terminó en diciembre de 1987. En 1985 el B9 recibió el motor del B6 3.5 (motor del BMW E30 Alpina B6 3.5) y el nombre fue cambiado a B10 3.5. Un total de 557 unidades fueron creadas.
- Motor/Transmisión

Cuando salió el B9, el tope de gama del E28 era el 528i. Pero este motor no está basado en el 2,8, sino no el 3.5 de 6 cilindros. Este motor producía de serie 218 cv pero tras las modificaciones llevadas a cabo por Alpina (pistones, cabezales, reprogramación del sistema Motronic...) el motor era capaz de producir 245 cv. La versión B10 contaba con el mismo motor que el Alpina B6 3.5 (sobre la base de un BMW E30) que producía 261 cv sin catalizador y 254 cv con él. Ambos contaban con una caja de cambios manual de 5 velocidades Getrag, aunque también estaba disponible opcionalmente un cambio automático.
- Suspensión/Frenos/Llantas

En consecuencia a la mayor potencia, el B9 contaba con nuevos muelles y unos amortiguadores Bilstein de gas comprimido, unas llantas Alpina de 16" con neumáticos 205/55 delante y 225/50 detrás, y unos frenos ventilados de 284 mm.
- Interior/Exterior

Los cambios en el interior incluían unos asientos deportivos Recaro, un volante especial de cuero y un nuevo tacómetro. Además, para aumentar la estabilidad del coche a grandes velocidades, se incluyeron unos espóileres delanteros y traseros.
- Prestaciones

Para el B9, Alpina anunciaba una aceleración de 0–100 km/h en 6,7 segundos y una velocidad máxima de 240 km/h. Sin embargo según las pruebas realizadas por la revista "Auto Motor und Sport" en uno de sus test, el B9 aceleraba de 0–100 km/h en 6,9 s., de 0–160 km/h en 16 s. y de 0–200 km/h en 27,3 s. y alcanzaba una velocidad máxima de 244,9 km/h. Valores a tener en cuenta aún en la actualidad. Para el B10 se anunciaba una aceleración de 0–100 km/h en 6,4 s y una velocidad máxima de 250 km/h.

### Alpina B7 Turbo[1]
El B7 Turbo es la segunda generación de los modelos E28 desarrollados por Alpina, introducido en abril de 1984. La producción terminó en julio de 1987 y un total de 236 vehículos fueron construidos. En agosto de 1986 Alpina introdujo el B7 Turbo Katalisator que se continuó fabricando hasta diciembre de 1987. Sólo 42 B7 con catalizador fueron fabricados.
- Motor/Transmisión

El motor está basado en el 3.5L M30 de 6 cilindros que producía de serie 218 cv. Alpina modificó a fondo el motor reprogramando la centralita, modificando los pistones y los cabezales, etc y añadió un turbocompresor K27. El motor tiene una compresión mayor al del antiguo B7 Turbo (BMW E12) por lo que Alpina disminuyó la compresión a 0,7 bares, porque no querían que el B7 tuviera más de 300 cv. Y esa es exactamente la potencia que producía, 300 cv. y una torsión de 501 Nm. La versión catalizada tenía 320 cv. y 509 Nm. La caja de cambios utilizada es una Getrag de 5 velocidades.
- Suspensión/Frenos/Llantas

El B7 Turbo contaba con la eficaz suspensión Alpina-Bilstein con muelles progresivos y amortiguadores de gas. Los frenos son más potentes gracias a los discos Girling a las 4 ruedas, ventilados en los delanteros. Las llantas son las tipo Alpina en 16" con neumáticos 205/55 delante y 225/50 detrás.
- Interior/Exterior

El B7 tenía los cambios usuales de Alpina en el interior, asientos deportivos Recaro con el logotipo de Alpina, volante deportivo de cuero, nuevo tacómetro, etc. Los cambios exteriores incluían espóiler delantero y trasero y las llantas.
- Prestaciones

Dependiendo del año de fabricación Alpina anunciaba diferentes tiempos en la aceleración. Cuando la revista especializada "Auto Motor und Sport" realizó una prueba sobre el B7 Turbo Kat, éste aceleraba de 0–100 km/h en 6,1 segundos, de 0–160 km/h en 12,8 segundos y alcanzaba una velocidad máxima de 265 km/h. Pero según una prueba de la revista sueca "Teknikens Värld" el B7 Turbo aceleraba de 0–100 km/h en unos espectaculares 4,8 segundos, de 0–200 km/h en alrededor de 17 segundos y una velocidad máxima de 270 km/h.

### Hartge[1]
Competencia del Alpina B9 y del propio M535i, utilizaba un motor de 3.5L y 240 cv. y las prestaciones ofrecidas eran muy similares a las de estos dos modelos.

### Ac Schintzer S5[1]
Basado en un 528i, Schintzer utilizó una versión potenciada del motor M30 3.5L que producía 245 cv. El S5 era completado con una suspensión y frenos especiales, unas llantas BBS y demás equipamiento.